# Перемка (приток Ласьвы)
Перемка — река в России, протекает в Пермском крае. Устье реки находится в 45 км по левому берегу реки Ласьва. Длина реки составляет 17 км.
Исток реки у деревни Чуманы в 32 км юго-восточнее посёлка Ильинский. Верхнее течение находится в Ильинском районе, нижнее — в Краснокамском. Генеральное направление течения — юг, протекает деревни Романята и Фроловичи. Притоки — Восточная Перемка (левый), Ольховка (правый). Впадает в Ласьву у деревни Катыши.

## Данные водного реестра
По данным государственного водного реестра России относится к Камскому бассейновому округу, водохозяйственный участок реки — Кама от Камского гидроузла до Воткинского гидроузла, речной подбассейн реки — бассейны притоков Камы до впадения Белой. Речной бассейн реки — Кама.
По данным геоинформационной системы водохозяйственного районирования территории РФ, подготовленной Федеральным агентством водных ресурсов:
- Код водного объекта в государственном водном реестре — 10010101012111100014066
- Код по гидрологической изученности (ГИ) — 111101406
- Код бассейна — 10.01.01.010
- Номер тома по ГИ — 11
- Выпуск по ГИ — 1